# Rummelpot
 For alternative betydninger, se Rummelpot (nytårsskik).
Rummelpot (også rumlepot eller rumlepotte) er et folkemusikinstrument, som i Europa har været kendt siden 1500-tallet. Instrumentet består af en keramisk potte, hvis åbning er dækket af en membran (mest en tørret dyreblære) med hul i, hvorigennem der er stukket en pind eller et tagrør, der gnides med våde fingre. Herved bringes skindet til at vibrere, og en brummende og rumlende lyd opstår. Rummelpotten stammer med stor sandsynlighed fra Nederlandene og bredte sig derfra til Nordtyskland og Danmark. Instrumentet blev i Danmark især anvendt af børn, der nytårsaften gik fra hus til hus for at få æbleskiver, bolsjer og andet slik (se Rummelpot (nytårsskik)).
Rumlepotter opfattes i nyere tid især som et sønderjysk fænomen, men var tidligere langt mere udbredt. I slutningen af 1660erne blev det forbudt at gå med rumlepotte i København, efter at der blev larmet alt for meget midt i juletiden .
Æ Rummelpot ("Rumlepotten") er også et populært satirisk tidsskrift fra Sønderjylland, som udkommer hvert år ved juletid.